# Berngau
Berngau je obec v německé spolkové zemi Bavorsko, v zemském okrese Neumarkt in der Oberpfalz ve vládním obvodu Horní Falc.
Žije zde přibližně 2 600 obyvatel.

## Poloha
Sousední obce jsou: Freystadt, Neumarkt in der Oberpfalz, Postbauer-Heng a Sengenthal.